# Kays al Zbaide
Kays al Zbaide (àrab: قيس الزُبيدي)  (Bagdad, 1939 - 1 de desembre de 2024) va ser un director, escriptor i investigador en teoria del cinema i edició iraquià. Va estudiar tant muntatge (1964) com fotografia (1969) a l'Institut Superior de Cinema d'Alemanya. Va començar a treballar com a director, operador de càmera i guionista. Va dirigir diversos documentals i pel·lícules narratives sobre Palestina, alguns dels quals van guanyar premis  internacionals. És conegut per les pel·lícules Al-yazerli (1974), The Adventure (1974) i Al-lail (1992).

## Biografia
Kays Al Zbaide es va graduar a l'Institut Superior de Cinema d'Alemanya amb un diploma en Muntatge (1964) i en Fotografia (1969). Després va passar a treballar a l'estudi DIVA de pel·lícules documentals i a l'Institut Superior de Cinema d'Alemanya en muntatge, fotografia i direcció.
Al Zbaide ha organitzat diversos cursos de cinema sobre guió, direcció i edició a Tunis i al Centre de Formació de Ràdio i TV, Unió de Radiodifusores Àrabs a Damasc, Centre de Formació de TV Al-Manar a Beirut, Institut Goethe a Damasc i The Royal Jordanian Commission a Amman. També va fundar l'"Arxiu Nacional de Films de Palestina" en cooperació amb els Arxius Federals de Berlín, Alemanya.
Al Zbaide va dirigir un conjunt de documentals a la General Cinema Foundation a Damasc i al Departament de Cultura i Informació al Líban a Alemanya. Algunes de les seves pel·lícules han guanyat premis àrabs i internacionals. També va dirigir algunes pel·lícules experimentals, com The Visit el 1970 i Al-Yazerli el 1974, que va patir censura allà on es projectava. El 1995, el crític Mohsen Wafi va publicar un llibre titulat A Lover from Palestine sobre Al Zbaide i les seves pel·lícules. I el 2019, el director Sirià Mohammad Malas va publicar una biografia titulada Qais Al-Zubaidi Life as Scraps on the Wall.

## Filmografia
- Far from the Homeland, 1969.
- Men Under the Sun, 1970.
- The Visit, 1970.
- The Knife, 1972.
- The Mexican Hoax, 1972.
- Testimonies of Palestinian Children in Wartime, 1972.
- Love's Other Face, 1973.
- The Adventure, 1974.
- Al Yazerli, 1974.
- Al-lail, 1992.

## Llibres
- The Structure of a TV Drama Series: Towards a New Dramatic, Qudamus Publishing House, 2001.[3]
- The Dramatic of Change: Bertolt Brecht, Canaan House, 2004.
- The Visual and Audible in Cinema, Damascus: The General Film Organization, 2006.
- Palestine in Cinema, Institute for Palestine Studies, 2006.
- The Literary Medium in Cinema, Abu Dhabi: Festival: Films from the Emirates, 2007.
- Monographs in Film’s Image, Theory, and History, Damascus: The General Film Organization, 2010.
- In Film Culture – Monographies, Cairo: The General Authority for Cultural Palaces, 2013.
- Documentary Film: Reality Without Banks, Palestinian Ministry of Culture, 2017.
- Studies in the Structure of the Film Medium, Sharjah: Department of Culture, 2018.